# Muar (district)
Muar is een district in de Maleisische deelstaat Johor.
Het district telt 248.000 inwoners op een oppervlakte van 2300 km².